# Irpicodon
Irpicodon är ett släkte av svampar. Enligt Catalogue of Life ingår Irpicodon i familjen Amylocorticiaceae, ordningen Boletales, klassen Agaricomycetes, divisionen basidiesvampar och riket svampar, men enligt Dyntaxa är tillhörigheten istället familjen Atheliaceae, ordningen Polyporales, klassen Agaricomycetes, divisionen basidiesvampar och riket svampar.
|           | Ceraceomyces                         |
|           |                                      |
|           | Amylocorticium                       |
|           |                                      |
|           | Amylocorticiellum                    |
|           |                                      |
|           | Amyloathelia                         |
|           |                                      |
|           | Amyloxenasma                         |
|           |                                      |
|           | Podoserpula                          |
|           |                                      |
| Irpicodon | \| \| Irpicodon pendulus \| \| \| \| |
|           | \| \| Irpicodon pendulus \| \| \| \| |
|           | Irpicodon pendulus                   |
|           |                                      |

|  | Irpicodon pendulus |
|  |                    |